# Bitva u Buzuluku
Bitva u Buzuluku byla válečným střetem mezi jednotkami čs. legionářů a vojáky bolševiků v rámci rané fáze Sibiřské anabáze legionářských vojsk. Proběhla mezi 24. a 26. červnem 1918 v okolí města Buzuluk v centrální části Ruska. Útočné legionářské oddíly tzv. Penzenské skupiny během tří dnů dobyly bolševiky ovládané město a železniční stanici, aby zajistil pokračující evakuaci dalších jednotek legií dále na východ.

## Předehra
Po uzavření separátního míru mezi bolševickým Ruskem a Ústředními mocnostmi podepsali představitelé československého odboje s novou ruskou vládou dohodu o přesunu legionářských jednotek do Francie přes Vladivostok. V květnu 1918 však, za okolností propukající ruské občanské války, začalo docházet k stále častějším útokům na legionáře ze strany bolševiků, a začali se tak znovu ozbrojovat, bránit se těmto útokům a prostřednictvím svých vlaků se dále přesouvat na východ směrem k pacifickému přístavu Vladivostok. V rozsáhlém prostoru pak fungovalo několik skupin legionářů s cílem se co nejdříve sloučit
Poté, co legionářské jednotky koncem května dobyly Penzu, překročily Volhu poblíž Syzraně a začátkem června pak dobyly Samaru, odkud pokračovaly v postupu dále k východu směrem k městu Ufa. Proti stahujícím se jednotkám však postupovaly oddíly komunistické Rudé armády, částečně složené z německých a rakousko-uherských válečných zajatců, a posílené jednotkami staženými ze ztracené Samary. Aby byl zajištěn bezpečný postup, rozhodlo velení tzv. Penzenské skupiny pod vedením por. Stanislava Čečka, složené především z 1. a 4. střeleckého pluku (Mistra Jana Husa a Prokopa Velikého) a 1. dělostřeleckého pluku (Jana Žižky z Trocnova), o preventivním útoku na nepřátelské síly soustředěné ve městě Buzuluk.

## Průběh
K útoku na město bylo v celkovém součtu nakonec vyčleněno okolo 1500 legionářů disponujících nižšími desítkami kulometů a podporou obrněného vlaku pod velením Josefa Kroutila. V Buzuluku pak bylo soustředěno (dle odhadu legií) asi 3000 mužů bolševických sil, se 70 až 80 kulomety a dvěma obrněnými automobily. Velitelem obránců města měl být někdejší válečný zajatec německé nebo rakousko-uherské armády, hejtman Schwarz.
Československé útoky na třemi řadami zákopů opevněné pozice ve dnech 24. a 25. června 1918 vedly k neúspěchu, během 25. června navíc oddíly legií utrpěly těžké ztráty. K rozhodujícímu útoku legií došlo 26. června nedlouho po půlnoci. Frontální útok s částečným obchvatem bolševických pozic, podpořený obrněným vlakem a jeho dělostřeleckými bateriemi, vedl k průlomu obranné linie a průniku čs. jednotek do města, při kterém se mj. podařilo zneškodnit oba bojové automobily. Bolševické síly se po ztrátě města začaly stahovat prostřednictvím vlaků na buzuluckém nádraží, a kvůli neúspěšnému útoku bělogvardějských kozáků tak z bojiště unikly, a město padlo do rukou legií.
Bitva tak skončila vítězstvím legií. Na čs. straně je uváděna ztráta 300 mužů, z toho nejméně 46 padlých. Na straně bolševiků jsou ztráty neznámé, lze však předpokládat, že šlo o více padlých a zraněných, než na straně legií. V Buzuluku pak legionáři ukořistili část nepřátelského bojového materiálu.

## Důsledky
V těchto a dalších dnech května a června 1918 si jednotky legií v boji proti bolševickým silám připsaly další vítězství, mj. ako předtím v bitvě u Lipjag či při dobytí Samary 7. a 8. června, čímž si zajistily volnou cestu dále na východ. Vítězství dopomohlo k úspěšnému spojení všech čs. oddílů, k němuž došlo v západní části Sibiře symbolicky 6. července 1918 u Miňjaru a nakonec nepřímo i ve východní části ve stanici Olovjanaja.
Blokováním sibiřské magistrály čs. legionáři zcela zastavili přepravu německých a rakousko-uherských zajatců na západní a italskou frontu, několik set tisíc zajatců tak nikdy neposílilo na Paříž útočící německé sbory. Čechoslováci, jejichž jediným cílem byla přeprava do Francie, se sice na západní frontu z Ruska nedostali (s výjimkou necelých tří tisíc, kteří byli z Masarykova příkazu dopraveni do Francie lodí tzv. „Severní cestou“ přes Archangelsk a Murmaň-Murmansk), avšak svou činností na magistrále pomohli spojencům Dohody tuto frontu zachránit.